# 诸葛德威
诸葛德威（?—?），唐朝初年人物。
诸葛德威跟随刘黑闼反唐，被任命为饶州刺史。唐朝太子李建成派骑将刘弘基追击刘黑闼，刘黑闼被唐军所追，奔逃不得休息，到达饶阳，随行只有一百多人，非常饥饿。诸葛德威出迎刘黑闼，请他入城，刘黑闼不进城。诸葛德威哭着反复请求，于是刘黑闼答应了。至城旁市场休息，诸葛德威给他们食物，刘黑闼还没有吃完，诸葛德威带兵将他们抓住，送到李建成处。623年正月初五，诸葛德威举城降唐。刘黑闼与其弟刘十善一起在州被斩首。刘黑闼临刑叹道：“我幸在家锄菜，为高雅贤辈所误至此！”